# Plegaderus
Genre
Plegaderus est un genre de coléoptères clowns de la famille des Histeridae et la sous-famille des Abraeinae. 

## Espèces
Il y a plus de 30 espèces décrites dans Plegaderus. 
Ces 31 espèces appartiennent au genre Plegaderus,, :
- Plegaderus adonis Marseul, 1876
- Plegaderus barbelini Marseul, 1862
- Plegaderus caesus (Herbst, 1791)
- Plegaderus comonforti Marseul, 1862
- Plegaderus confusus Bousquet & Laplante, 1999
- Plegaderus consors Horn, 1873
- Plegaderus convergens Casey, 1916
- Plegaderus cribratus Casey, 1893
- Plegaderus densus Casey, 1916
- Plegaderus discisus Erichson, 1839
- Plegaderus dissectus Erichson, 1839
- Plegaderus erichsoni LeConte, 1863
- Plegaderus fortesculptus Reitter, 1897
- Plegaderus fraternus Horn, 1870
- Plegaderus marseuli Reitter, 1877
- Plegaderus molestus Casey, 1893
- Plegaderus monachus Marseul, 1870
- Plegaderus nitidus Horn, 1870
- Plegaderus obesus Casey, 1916
- Plegaderus otti Marseul, 1856
- Plegaderus pygidialis Casey, 1916
- Plegaderus rigidus Casey, 1893
- Plegaderus sanatus Truqui, 1852
- Plegaderus saucius Erichson, 1834
- Plegaderus sayi Marseul, 1856
- Plegaderus setulosus Ross, 1938
- Plegaderus shikokensis Hisamatsu, 1985
- Plegaderus sulcatus Casey
- Plegaderus transversus (Say, 1825)
- Plegaderus vegrandis Casey
- Plegaderus vulneratus (Panzer, 1797)

### Espèces fossiles
- †Plegaderus pitoni Nicolas Théobald 1935[4]

## Galerie

Quelques espèces vivantes du genre Plegaderus.
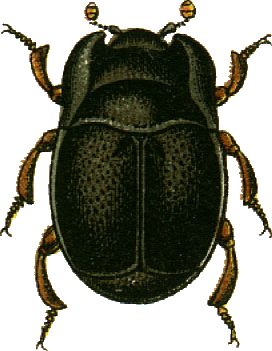
Plegaderus caesus.
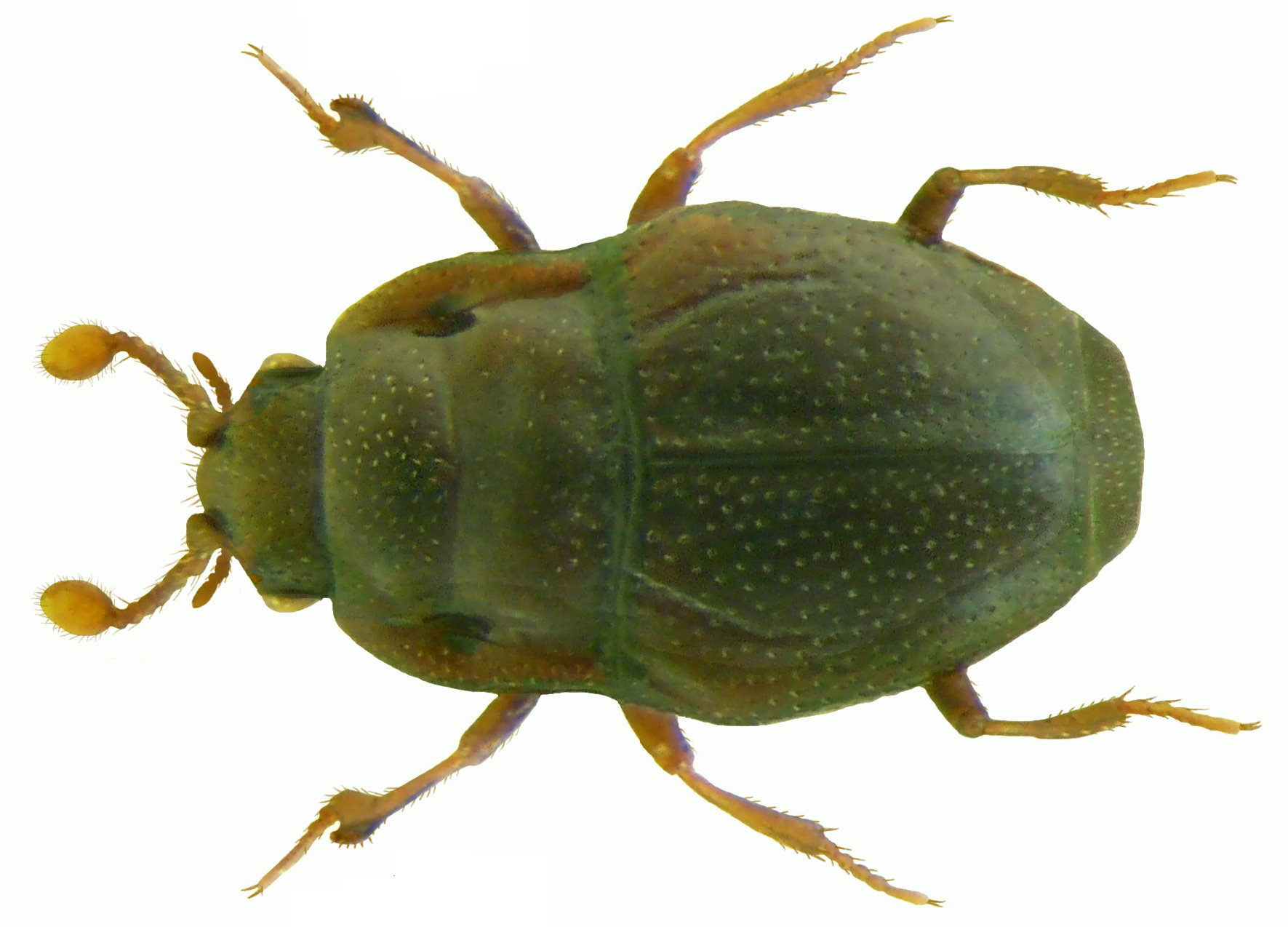
Plegaderus dissectus.
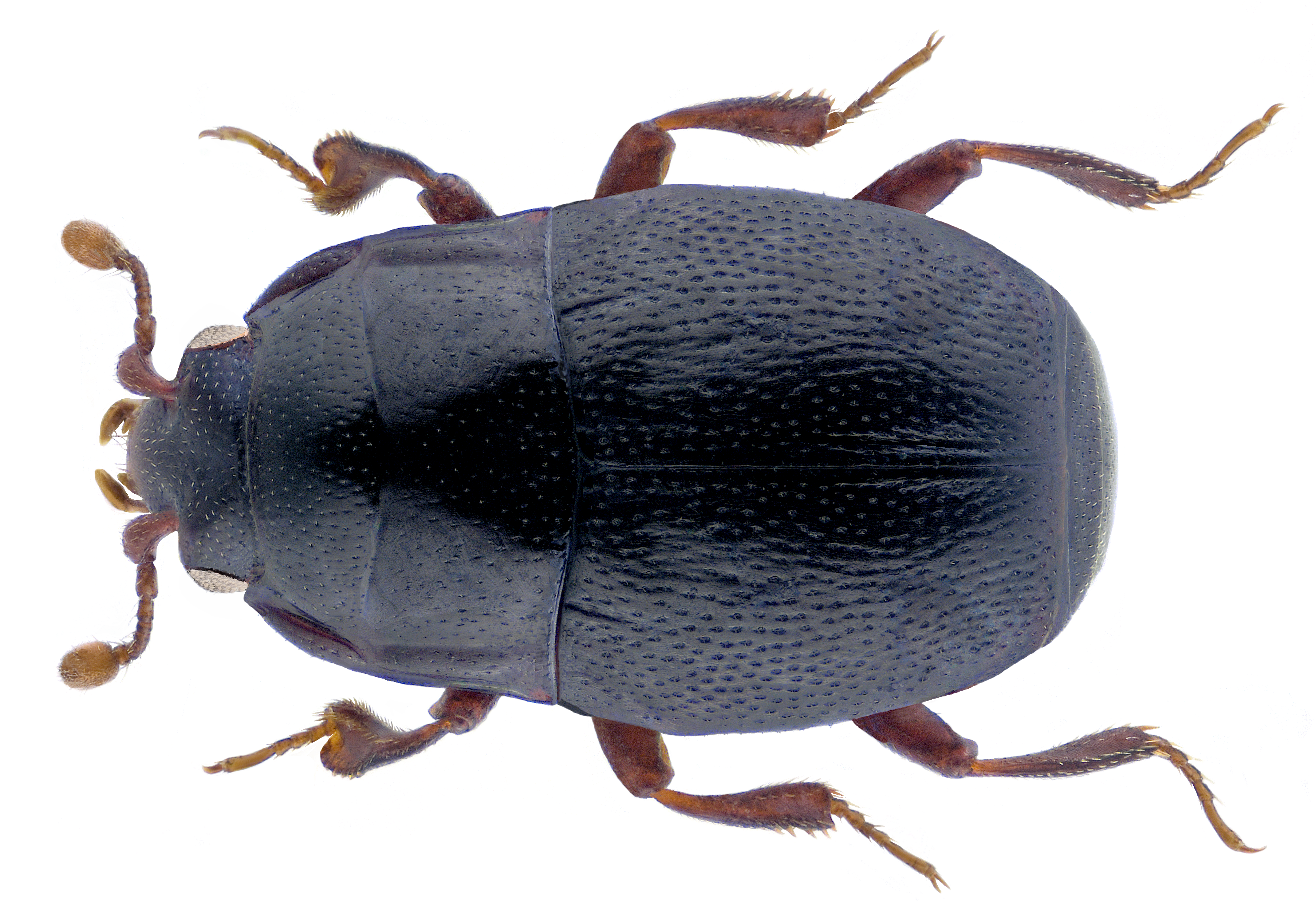
Plegaderus vulneratus.

### Ouvrages
- (en) Slawomir Mazur, A Concise Catalogue of the Histeridae (Insecta: Coleoptera), WULS - SGGW Press, 2011 (ISBN 978-83-7583-3171)
- (en) Catalogue of Palaearctic Coleoptera, Volume 2: Hydrophiloidea - Staphylinoidea, Apollo Books, 2015 (ISBN 978-90-04-29685-5)